# Disokkupati
Disokkupati è una serie televisiva italiana.

## Produzione
La serie è di genere sitcom. Ideata da Pier Francesco Loche, andò in onda in prima visione su Rai 2 nel 1997, e nel corso degli anni successivi è stata replicata su Rai 2 e Rai Premium.

## Trama
Amelio Spina è un uomo anziano, che per arrotondare la pensione decide di subaffittare i locali di una piccola casa a dei giovani disoccupati: Caterina, Ignazio Settimo Porcu e Speranzo Zammataro. I tre tentano di trovare lavoro ed arrangiarsi come possono.
A rompere un po' la routine quotidiana a casa Spina ci pensano le incursioni di Mario, un tassista imbottigliato in un eterno ingorgo stradale e la cui macchina "comunica" con la finestra di casa Spina, di Ketty, la vicina di casa di Spina, ex figlia dei fiori e dell'assistente sociale Cesca, donna dalle strampalate idee con le quali cerca di risollevare le sorti dei giovani disoccupati.

## Personaggi
- Amelio Spina: anziano pensionato, è lui che decide di subaffittare i locali della sua casa, già piccola, agli altri tre protagonisti. Nonostante convivano, lui li mal tollera e spera che prima o poi se ne vadano, magari con un lavoro.
- Ignazio Settimo Porcu: sardo, laureato in economia e commercio (lo si vede molto spesso fare i conti con un pallottoliere), Porcu è il più assennato dei tre disoccupati, sempre pronto a dare un consiglio quando ce n'è bisogno. Cura il bilancio di casa Spina e si occupa di fare la spesa al "Discount" sotto casa, cedendo a volte anche alle "trappole" delle promozioni di quel luogo.
- Caterina: romana, laureata in giurisprudenza, è la tipica ragazza piena di vitalità, che sa risolvere le situazioni spinose grazie anche al suo fascino e alla sua parlantina. Assidua frequentatrice di locali notturni, a volte sfrutta le sue conoscenze per dare qualche lavoretto agli altri due. Non è mai stato rivelato il suo cognome.
- Speranzo Zammataro: siciliano, alla costante ricerca di lavoro, accetta qualsiasi posto pur di sposare la sua amata Angelina (interpretata da Manuela Arcuri), con la quale ha delle visioni che lo ritraggono con lei in abito nuziale e in qualche situazione romantica. Puntualmente però le visioni vengono bruscamente interrotte dall'arrivo dei due minacciosi fratelli di Angelina, molto protettivi nei confronti della ragazza. È tifoso della Sampdoria.
- Ketty: vicina di casa di Spina, è un'ex figlia dei fiori, le cui conseguenze si vedono sul volto devastato e sull'andatura barcollante; ogni volta che in casa si parla di mangiare, lei entra facendosi annunciare dal grido: "Spina! Spina!", cercando puntualmente di scroccare uno spuntino. Tipica la sua interiezione, uno dei pochi tormentoni della serie, che recita "Te lo giuro sui Beatles", mostrando le quattro dita quando intende sottolineare la veridicità di ciò che dice.
- Cesca l'assistente sociale: interpretato anch'essa da Francesca Reggiani, l'assistente sociale è una donna invadente che ogni tanto appare in casa Spina con delle idee strampalate, a suo dire adatte per risollevare le sorti di Spina e degli altri tre.
- Mario: tassista romano imbottigliato in un perenne traffico, guida un taxi sempre fermo allo stesso punto, ovvero in prossimità della finestra di casa Spina, attraverso la quale scambia due chiacchiere con i tre e condivide con loro le ultime notizie sulla città. Anche lui ha una sua interiezione, ovvero il "grado della scala Rutelli", quando si riferisce a eventi straordinari in città che impediscono la normale viabilità.
- l'Osservatore Neutrale di Pavia: una presenza meta-narrativa che compare all'interno di uno spazio in sovrimpressione nella parte bassa dello schermo. È solito avvertire i personaggi del comportamento che dovrebbero tenere per garantire una condizione di politicamente corretto, con risultati spesso surreali.

## Episodi
| nº | Titolo                           | Prima TV Italia |
| -- | -------------------------------- | --------------- |
| 1  | Prepararsi al decollo            | 1997            |
| 2  | Finché c'è vita c'è curriculum   | 1997            |
| 3  | Provaci ancora Zam               | 1997            |
| 4  | Nuda proprietà                   | 1997            |
| 5  | Pio Pio                          | 1997            |
| 6  | Parlevu' Franse'                 | 1997            |
| 7  | Adotta un nonno                  | 1997            |
| 8  | Sotto il vestito...              | 1997            |
| 9  | Caterina's catering              | 1997            |
| 10 | La lettera di assunzione         | 1997            |
| 11 | La forza del pensiero            | 1997            |
| 12 | Guardie e ladri                  | 1997            |
| 13 | Matrimonio d'interesse           | 1997            |
| 14 | E' solo Rock'n'roll              | 1997            |
| 15 | Il buono, il brutto, il creativo | 1997            |
| 16 | La maratona dei disoccupati      | 1997            |
| 17 | Super Z                          | 1997            |
| 18 | Giochi proibiti                  | 1997            |
| 19 | Buone azioni                     | 1997            |
| 20 | Professione reporter             | 1997            |
| 21 | Tappeto volante                  | 1997            |
| 22 | La soluzione finale              | 1997            |
| 23 | La famiglia Auddiens             | 1997            |
| 24 | Il faccendiere                   | 1997            |
| 25 | ER Disoccupati in prima linea    | 1997            |
| 26 | Ufficiale e gentiluomo           | 1997            |

### Prepararsi al decollo
- Diretto da:
- Scritto da:

Trama
Il pensionato Amelio Spina, rimasto vedovo, decide di subaffittare il suo appartamento a tre disoccupati: Ignazio Settimo Porcu, laureato in Economia e Commercio, Caterina, giovane sognatrice, e Speranzo Zammataro, che continua a tentare concorsi per ottenere il posto fisso che gli permetterebbe di sposare l'amata Angelina. Il nuovo obiettivo di Speranzo è un concorso per assistente di volo.
- Guest star:
- Altri interpreti:

### Finché c'è vita c'è curriculum
- Diretto da:
- Scritto da:

Trama
I disoccupati decidono di cercare lavoro in maniera sistematica con l'invio di curricula. Sotto la guida del signor Spina, che spera di levarseli di torno, si impegnano a scrivere un curriculum interessante.
- Guest star:
- Altri interpreti:

### Provaci ancora Zam
- Diretto da:
- Scritto da:

Trama
Dopo una lunga attesa, finalmente si presenta a casa Spina l'assistente sociale del Comune di Roma. Spina e i disoccupati hanno grandi aspettative, ma l'assistente sociale è decisa ad attuare una politica di piccoli passi.
- Guest star:
- Altri interpreti:

### Nuda proprietà
- Diretto da:
- Scritto da:

Trama
Mentre Ignazio si fa convincere da un televenditore che l'acquisto di un appartamento a Montecarlo sarebbe un ottimo investimento, Spina considera di vendere la nuda proprietà del suo appartamento. Un agente immobiliare si presenta per la valutazione dell'appartamento e soprattutto della salute di Spina.
- Guest star:
- Altri interpreti:

### Pio Pio
- Diretto da:
- Scritto da:

Trama
I tre disoccupati si inventano un lavoro come assistenti per pulcini virtuali (Tamagotchi). Gli affari vanno bene nonostante le perplessità del signor Spina, ma il telemarketing ha una sorpresa in agguato.
- Guest star:
- Altri interpreti:

### Parlevu' Franse'
- Diretto da:
- Scritto da:

Trama
I tre disoccupati seguono un corso di francese gratuito in TV per poter ambire a un prestigioso posto di disoccupato a Parigi, ma la cena finale e il certificato di frequenza li manderanno in bancarotta.
- Guest star:
- Altri interpreti:

### Adotta un nonno
- Diretto da:
- Scritto da:

Trama
La riunione in casa Spina evidenzia una situazione di grave dissesto finanziario. Per fortuna il Comune di Roma lancia il programma "Adotta un anziano" e una signora è interessatissima ad adottare il signor Spina.
- Guest star:
- Altri interpreti:

### Sotto il vestito...
- Diretto da:
- Scritto da:

Trama
Il signor Spina deve vestirsi da ragazzino per potere ritirare la pensione senza che gli scippatori si accaniscano su di lui. Il nuovo look di Spina convince Caterina che è giunto il momento di diventare stilista.
- Guest star:
- Altri interpreti:

### Caterina's catering
- Diretto da:
- Scritto da:

Trama
In casa è il giorno più atteso del mese: il signor Spina va a ritirare la pensione. Caterina decide di avviare un servizio di catering. I costi di avvio coincidono con la pensione di Spina, ma sarà difficile convincere Spina a partecipare all'investimento.
- Guest star:
- Altri interpreti:

### La lettera di assunzione
- Diretto da:
- Scritto da:

Trama
Ignazio riceve un'inaspettata sorpresa: un'azienda ha risposto al suo invio di curriculum offrendogli un posto. Intanto, grazie alla TV satellitare, i disoccupati scoprono come funzionano le cose in Scandinavia e in Germania.
- Guest star:
- Altri interpreti:

### La forza del pensiero
- Diretto da:
- Scritto da:

Trama
Clima triste in casa Spina: il riscaldamento è stato staccato perché Ignazio ha investito i soldi della bolletta in una raccolta punti sperando di vincere una stufetta elettrica. Ma, come insegna Caterina, l'importante è pensare positivo.
- Guest star:
- Altri interpreti:

### Guardie e ladri
- Diretto da:
- Scritto da:

Trama
Stanchi di mangiare sorbetti di acqua piovana, i disoccupati assaltano il frigorifero nottetempo sperando di rubare il salame che Spina tiene nascosto. Si imbattono così in un ladro che li prende in ostaggio.
- Guest star:
- Altri interpreti:

### Matrimonio d'interesse
- Diretto da:
- Scritto da:

Trama
Porcu scopre di essere unico erede di un lontanissimo parente, ma per avere l'eredità miliardaria è obbligato a sposarsi entro tre giorni. L'assistente sociale del Comune accorre in suo aiuto.
- Guest star:
- Altri interpreti:

### È solo Rock'n'roll
- Diretto da:
- Scritto da:

Trama
Dopo una lunga ricognizione nei locali notturni della capitale, Caterina decide di avviare un gruppo musicale con i suoi colleghi disoccupati. Ma per sfondare occorrono un manager all'altezza e molta burocrazia.
- Guest star:
- Altri interpreti:

### Il buono, il brutto, il creativo
- Diretto da:
- Scritto da:

Trama
Arrivato alla centesima bolletta non pagata, Spina ordina ai disoccupati di trovare immediatamente un lavoro per risistemare le finanze di casa: è giunta l'ora di ricorrere alla creatività.
- Guest star:
- Altri interpreti:

### La maratona dei disoccupati
- Diretto da:
- Scritto da:

Trama
Mentre i disoccupati decidono come spendere un gruzzoletto avuto in dono, l'assistente sociale comunica loro l'ultima novità: il Comune darà un posto fisso al vincitore della Maratona dei disoccupati, dal Colosseo a Cinecittà. Speranzo partecipa.
- Guest star:
- Altri interpreti:

### Super Z
- Diretto da:
- Scritto da:

Trama
Speranzo deve trovare lavoro in giornata per potere sposare la sua Angelina prima che finisca in sposa ad un altro pretendente. Grazie agli integratori di Milliardaire si trasforma in Super Z e punta a diventare direttore dell'INPS.
- Guest star:
- Altri interpreti:

### Giochi proibiti
- Diretto da:
- Scritto da:

Trama
I disoccupati decidono di tentare la via della fortuna per dare una svolta alla loro vita. Dopo aver tentato inutilmente di ottenere numeri dai sogni del signor Spina e di Speranzo, investono in un sistema per Totocalcio e Lotto.
- Guest star:
- Altri interpreti:

### Buone azioni
- Diretto da:
- Scritto da:

Trama
L'assistente sociale lascia a casa Spina una cassaforte che contiene un'ingente somma di denaro. Ignazio prende l'incarico di aprirla e di investire la somma in Borsa, seguendo i consigli di un operatore esperto.
- Guest star:
- Altri interpreti:

### Professione reporter
- Diretto da:
- Scritto da:

Trama
Il disordine regna sovrano a casa Spina: è giunta l'ora di fare le pulizie di primavera, anche perché un famoso giornalista si appresta a girare un servizio sulle periferie degradate ambientato proprio nell'appartamento.
- Guest star:
- Altri interpreti:

### Tappeto volante
- Diretto da:
- Scritto da:

Trama
Per risolvere la precaria situazione abitativa di Speranzo, Spina decide di acquistare un tappeto destinato a sostituire il pensile in cui Speranzo dorme. La casa riceve subito la visita di un venditore di tappeti.
- Guest star:
- Altri interpreti:

### La soluzione finale
- Diretto da:
- Scritto da:

Trama
Nonostante una dura resistenza da parte di Spina e dei disoccupati, un piazzista riesce a introdursi in casa. Cercherà di vendere un prodotto per la pulizia della casa e la disinfestazione dagli acari, con la collaborazione di Mobili Arraffati Srl.
- Guest star:
- Altri interpreti:

### La famiglia Auddiens
- Diretto da:
- Scritto da:

Trama
I disoccupati, ispirati dalla vicina, passano il tempo a intonare canzoni dei Beatles, ma devono interrompere perché qualcuno suona alla porta. Si tratta di un rappresentante dell'Auditel che ha scelto Ignazio come spettatore campione per la statistiche sugli ascolti.
- Guest star: Maurizio Crozza
- Altri interpreti:

### Il faccendiere
- Diretto da:
- Scritto da:

Trama
Ignazio riceve la visita di un distinto imprenditore che, dopo avere sentito parlare di lui da un amico, ha deciso di affidargli l'amministrazione delle sue società. Ma dietro a questa offerta di lavoro si nascondono affari poco chiari.
- Guest star:
- Altri interpreti:

### ER Disoccupati in prima linea
- Diretto da:
- Scritto da:

Trama
Dopo mesi di preparazione, Speranzo partecipa ad un concorso nella Polizia ma per una serie di circostanze sfortunate arriva in ritardo all'esame. L'assistente sociale, convinta che la situazione sia irreversibile, trasforma casa Spina nel centralino che risponderà alla nuova Linea Verde Disoccupati.
- Guest star:
- Altri interpreti:

### Ufficiale e gentiluomo
- Diretto da:
- Scritto da:

Trama
Nonostante le perplessità della vicina Ketty, eroina del Sessantotto e pacifista incallita, Speranzo decide di prepararsi alla carriera militare: la ferma breve gli darebbe la certezza di ottenere in seguito un posto fisso nella Pubblica Amministrazione.
- Guest star:
- Altri interpreti: